# George Coventry (9e comte de Coventry)
Pour les articles homonymes, voir George Coventry.
George William Coventry, 9e comte de Coventry, (9 mai 1838 - 13 mars 1930), appelé vicomte Deerhurst jusqu'en 1843, est un homme politique conservateur britannique. Il est capitaine des gentilshommes d'armes entre 1877 et 1880 et de nouveau entre 1885 et 1886 ainsi que maître des Buckhounds entre 1886 et 1892 et de nouveau entre 1895 et 1901. 

## Jeunesse et éducation
Il est né à Wilton Crescent, Londres, fils de George William Coventry, vicomte Deerhurst, fils aîné de George Coventry (8e comte de Coventry). Sa mère est Harriett Anne, fille de Charles Cockerell (1er baronnet). Il fait ses études au Collège d'Eton et à Christ Church, Oxford. 

## Carrière politique
Il siège sur les bancs conservateurs de la Chambre des lords et est capitaine de l'honorable Corps of Gentlemen-at-Arms sous le comte de Beaconsfield de 1877 à 1880 et sous Lord Salisbury de 1885 à 1886 et sous Salisbury en tant que maître des Buckhounds de 1886 à 1892 et de nouveau de 1895 à 1900. En 1877, il est admis au Conseil privé. 
Il est également Lord Lieutenant du Worcestershire de 1891 à 1903 et colonel honoraire des 3e et 4e bataillons (milice), le Régiment du Worcestershire de 1900. Il est nommé Lord High steward de Tewkesbury en décembre 1901  et reçoit la citoyenneté d'honneur de l'arrondissement de Tewkesbury en janvier 1902. Pendant la Première Guerre mondiale, le comte de Coventry, en tant que Lord Lieutenant, est la figure de proue de l'effort de guerre du comté. Il préside un certain nombre de comités et d'organismes de bienfaisance, et est président du Worcestershire Volunteer Regiment (la WW1 Home Guard). Outre sa carrière politique, il se passionne également pour les courses de chevaux. Ses couleurs de course étaient brunes avec une casquette bleue et ont été portées à la victoire lors des Grands Nationaux consécutifs par les demi-sœurs Emblem, 1863 et Emblematic, 1864. En 1899, il est président de la Royal Agricultural Society. Le comte est également intéressé par le développement de l'agriculture et adopte une attitude paternaliste envers ses locataires.  

## Famille
Lord Coventry épouse Lady Blanche, fille de William Craven (2e comte Craven), le 25 janvier 1865. Ils ont six fils et trois filles. Il est décédé le 13 mars 1930, à l'âge de 91 ans, et son petit-fils George, le fils de George William Coventry, vicomte Deerhurst, lui succède comme comte. Son deuxième fils, Charles Coventry est un soldat et un joueur de cricket. Lady Coventry ne survit à son mari que trois jours et meurt le 16 mars 1930, à l'âge de 87 ans. Sa fille, Anne Coventry, est mariée au prince Victor Duleep Singh, le fils aîné du Maharaja Dhulîp Singh. 